# Liste de compagnies de danse et de ballet
Liste de compagnies de danse et de ballet dans le monde, classées par ordre alphabétique du lieu d'établissement ou du nom de la compagnie. Cette liste présente des compagnies reconnues de danse classique, de danse moderne, de danse contemporaine ou de hip-hop.
- Haut – A
- B
- C
- D
- E
- F
- G
- H
- I
- J
- K
- L
- M
- N
- O
- P
- Q
- R
- S
- T
- U
- V
- W
- X
- Y
- Z

## A
- Alvin Ailey American Dance Theater
- American Ballet Theatre
- Australian Ballet

## B
- Ballet du XXe siècle
- Ballet du Capitole de Toulouse
- Ballets des Champs-Élysées
- Ballet Cullberg
- Les Ballets C de la B
- Ballet de Francfort
- Ballet Gulbenkian
- Ballet de Hambourg
- Ballet International
- Ballets de Monte-Carlo
- Ballets Jazz Montréal
- Ballet national de Chine
- Ballet Nacional de Cuba
- Ballet Nacional de España
- Ballet national de Finlande
- Ballet national de Marseille
- Ballet du Nord
- Ballet de l'Opéra national du Rhin
- Ballet de l'Opéra national de Bordeaux
- Ballet de l'Opéra national de Lyon
- Ballet de l'Opéra national de Paris
- Le Ballet du Québec (anciennement Le Ballet de Québec)
- Ballet royal danois
- Ballet royal des Flandres
- Ballet royal suédois
- Ballet royal de Wallonie
- Ballets russes
- Ballet de La Scala
- Ballet de Stuttgart
- Les Ballets Trockadero de Monte Carlo
- Batsheva Dance Company
- Béjart Ballet Lausanne
- Birmingham Royal Ballet
- Black Blanc Beur
- Ballet du théâtre Bolchoï
- Ballet du théâtre Mariinsky
- Boston Ballet

## C
- Carolyn Carlson Company
- Les Carnets Bagouet
- Cedar Lake Contemporary Ballet
- Centre chorégraphique national de Nantes
- Charleroi/Danses
- Chicago Opera Ballet
- Compagnie Blanca Li
- Compagnie DCA
- Compagnie Dominique Bagouet
- Compagnie Montalvo-Hervieu
- Compagnie Philippe Saire
- Compagnie Rosas

## D
- DV8 Physical Theatre

## E
- English National Ballet

## G
- Grands Ballets Canadiens
- Grand Ballet du Marquis de Cuevas
- Grand Ballet de Monte-Carlo
- Grands-Danseurs du Roi

## I
- International Ballet of the Marquis de Cuevas

## J
- Joffrey Ballet
- Judson Dance Theater

## K
- Katherine Dunham Company
- Kibbutz Contemporary Dance Company

## L
- La La La Human Steps
- Lester Horton Dance Theater

## M
- Malandain Ballet Biarritz
- Medea Sirkas
- Metropolitan Opera Ballet

## N
- Het Nationale Ballet
- Nederlands Dans Theater
- Needcompany
- New York City Ballet
- Nouveau Ballet de Monte-Carlo

## O
- O Vertigo

## P
- Peeping Tom

## R
- Rambert Dance Company (précédemment Ballet Rambert)
- Riverdance
- Royal Ballet

## S
- San Francisco Ballet
- San Francisco Opera Ballet
- Sankaï Juku
- Scapino Ballet Rotterdam

## T
- Tanztheater Wuppertal

## U
- Ultima Vez

## V
- Los Vivancos

## Y
- Yacobson Ballet